# Michał Żelisławski

herb Żelisławskich

Michał Żelisławski (zm. przed 6 lutego 1547) – polski szlachcic, starosta, podkomorzy, chorąży.

## Życiorys
Michał Żelisławski pełnił funkcje podkomorzego malborskiego (1517–1532), podkomorzego chełmińskiego (4 kwietnia 1532 – 7 marca 1544/1547), a także podkomorzego pomorskiego. Był też starostą gniewskim (1504–1517), starostą międzyłęskim (1509–1539), starostą Nowskim (1522–1526).
Michał Żelisławski był zięciem wojewody Pomorskiego Mikołaja Szpota i ojcem biskupa Chełmińskiego Stanisława Żelisławskiego.